# Ром (Мекленбург)
Ром (њем. Rom) општина је у њемачкој савезној држави Мекленбург-Западна Померанија. Једно је од 76 општинских средишта округа Пархим. Према процјени из 2010. у општини је живјело 884 становника. Посједује регионалну шифру (AGS) 13060067.

## Географски и демографски подаци
Ром се налази у савезној држави Мекленбург-Западна Померанија у округу Пархим. Општина се налази на надморској висини од 58 метара. Површина општине износи 33,7 km². У самом мјесту је, према процјени из 2010. године, живјело 884 становника. Просјечна густина становништва износи 26 становника/km².